# Movimiento Nacional de Liberación de Guinea Ecuatorial
El Movimiento Nacional de Liberación de Guinea Ecuatorial (Monalige) es un partido político de Guinea Ecuatorial. Nació como uno de los primeros movimientos independentistas en la entonces Guinea Española, durante la década de los 50.

## Historia

### Inicios
El Monalige tuvo sus orígenes en la organización Cruzada Nacional de Liberación de Guinea Ecuatorial (CNLGE), creada a inicios de la década de 1950, si bien algunas fuentes proponen como fecha de su creación 1947 o 1948. La CNLGE estaba liderada por Acacio Mañé Ela, quien desarrolló en la época una vasta y profunda actividad de proselitismo hacia sus ideas pro-independentistas, realizada sobre todo entre las capas sociales más cultas o prósperas, y personalidades con influencia social, como maestros auxiliares, administrativos, agricultores y catequistas. Algunos de sus partidarios más conocidos fueron el bubi Marcos Ropo Uri, y los fang Enrique Nvo y Francisco Ondó Michá, un prestigioso catequista que ejercía en la misión de Nkue-Efulan. En 1959, Mañé fue asesinado por las autoridades coloniales.
A fines de la década de los 50 (las fechas varían según la fuente que se consulte: 1952, 1956 o 1959), la CNLGE cambia su nombre a Movimiento Nacional de Liberación de Guinea Ecuatorial (Monalige, inicialmente MNLGE), a propuesta de Atanasio Ndongo, quién es elegido Secretario General de la formación. Otros líderes del Monalige fueron Abilio Balboa Arkins, Pastor Torao Sikara, Francisco Dougan Mendo, Felipe Njoli, Agustín Efieso, Esteban Nsue, Ángel Masié y Justino Mbi. Los simpatizantes del Monalige provenían de la baja burguesía nativa, incluyendo pequeños y medianos empresarios y profesionales. Su sede se encontraba en Santa Isabel. El Monalige mantuvo vínculos con la Idea Popular de Guinea Ecuatorial (IPGE).

### Actividades durante el periodo colonial
Atanasio Ndongo y otros líderes del Monalige sufrieron persecución por parte de las autoridades coloniales españolas (quienes tacharon al movimiento de comunista), razón por la cual se exiliaron en Gabón. En 1961 el Monalige fue reconocido por el gobierno gabonés de León Mba.
En 1962 defendió junto a la IPGE la causa independentista guineana ante el Comité de Descolonización de la ONU.
Tras la entrada en vigor en 1964 del régimen autónomo en la Guinea Española, muchos líderes del Monalige (ya reconocido por las autoridades coloniales, pero aún visto con malos ojos) regresaron del exilio. Atanasio Ndongo, sin embargo, no regresaría hasta 1966. Para cuando se estableció el régimen autónomo de Bonifacio Ondó Edu, el Monalige ya era un movimiento político con una base de apoyo bien consolidada entre la sociedad, a diferencia de la IPGE que perdió adherentes. Muchos integrantes de la IPGE y el Munge se unieron al Monalige, entre ellos Francisco Macías Nguema, Vicepresidente del Gobierno Autónomo. A diferencia de movimientos como el Munge, el Monalige propugnaba la independencia inmediata de la Guinea Española, pero mantuvo posturas más moderadas que la IPGE.
El Monalige disponía de organizaciones como la Unión General de Trabajadores de Guinea Ecuatorial (UGTGE, sindicato de inspiración cristiana) y una organización juvenil conocida como "Milicias azules" (o "Jóvenes azules").

### Independencia e ilegalización
El Monalige participó en la Conferencia Constitucional de Guinea Ecuatorial de 1967-1968, durante la cual se elaboró la Constitución de Guinea Ecuatorial de 1968, e hizo campaña a favor de la aprobación de esta constitución en el referéndum de agosto de 1968.
Para las Elecciones generales de Guinea Ecuatorial de 1968 presentó a Atanasio Ndongo como candidato presidencial. Ndongo obtuvo un 19.88% de los votos, y el Monalige 10 escaños en la Asamblea Nacional. Para la segunda vuelta, el Monalige entregó su apoyo al candidato de la IPGE Francisco Macías Nguema, quien finalmente sería elegido presidente derrotando al candidato del Munge Bonifacio Ondó Edu. Tras la Independencia de Guinea Ecuatorial varias personalidades del Monalige asumieron cargos en la nueva administración del país, entre ellas Atanasio Ndongo (Ministro de Asuntos Exteriores) y Ángel Masié (Ministro del Interior). Pastor Torao fue elegido presidente de la Asamblea Nacional.
Tras el intento de golpe de Estado de 1969, mediante el cual Ndongo pretendió derrocar al Presidente Macías, muchos líderes del Monalige (entre ellos el propio Ndongo, Saturnino Ibongo Iyanga, Armando Balboa y Pastor Torao) fueron detenidos y asesinados. En 1970 el Monalige fue ilegalizado junto a los demás partidos existentes luego de que Macías estableciera el Partido Único Nacional de los Trabajadores (PUNT) como partido único e iniciara un régimen dictatorial que se prolongaría hasta 1979.

### Actualidad
El Monalige continuó con sus actividades en el exilio, estando activo hasta hoy. En la actualidad, forma parte de la oposición en el exilio al régimen de Teodoro Obiang y su presidente es Adolfo Obiang Bikó. En 2014 el Monalige participó en un Diálogo Nacional convocado por Obiang para dialogar con la oposición tanto nacional como en el exilio.
En julio de 2018, el MONALIGE volvió a participar en un nuevo Diálogo Nacional.